# 德国奇幻电影节
德国奇幻电影节创立于1987年，电影节一般在9月举办，持续10天左右。该奇幻电影节主要选取来自全球的悬疑片、科幻片、及剧情片（且刻意不选魔幻片和超英片），在柏林、法兰克福、克隆、慕尼黑等多个城市进行公映。2006年，电影节设置了处女作奖（Fresh Blood Award），2016年开设短片奖（Short Film Award）。

## 类似影展
- 美国奇幻电影节
- 錫切斯電影節
- 加泰罗尼亚国际奇幻电影节
- 富川国际奇幻电影节